# Stjepan Andrijašević
Stjepan Andrijašević (ur. 7 lutego 1967 w Rijece) – chorwacki piłkarz grający na pozycji pomocnika. W swojej karierze rozegrał 5 meczów w reprezentacji Chorwacji.

## Kariera klubowa
Swoją karierę piłkarską Andrijašević rozpoczął w klubie Hajduk Split. W 1983 roku awansował do pierwszego zespołu Hajduka. W sezonie 1983/1984 zadebiutował w jego barwach w pierwszej lidze jugosłowiańskiej. W debiutanckim sezonie zdobył z Hajdukiem Puchar Jugosławii. W sezonie 1990/1991 ponownie sięgnął po krajowy puchar. W sezonie 1991/1992 wywalczył z Hajdukiem mistrzostwo Chorwacji, a w sezonie 1992/1993 zdobył Puchar Chorwacji.
Na początku 1993 roku Andrijašević przeszedł do AS Monaco. W Ligue 1 zadebiutował 8 stycznia 1993 w zwycięskim 4:0 domowym meczu z AJ Auxerre. W Monaco rozegrał 7 meczów i zdobył 1 gola (w zwycięskim 5:4 meczu z Toulonem). Latem 1993 wrócił na krótko do Hajduka.
W 1993 roku Andrijašević został piłkarzem Celty Vigo. W Primera División swój debiut zaliczył 20 listopada 1993 w przegranym 1:2 wyjazdowym meczu z Realem Madryt. W zespole Celty grał przez rok.
W 1994 roku Andrijašević wrócił do Hajduka, z którym w sezonie 1994/1995 wywalczył mistrzostwo kraju oraz zdobył puchar kraju. W 1995 roku ponownie wyjechał do Hiszpanii i został zawodnikiem Rayo Vallecano. W Rayo swój debiut zanotował 2 września 1995 w przegranych 1:5 derbach Madrytu z Realem. W sezonie 1996/1997 spadł z Rayo z Primera División do Segunda División. W 1998 roku zakończył karierę.
| Sezon   | Klub           | Kraj       | Rozgrywki        | Mecze | Gole |
| ------- | -------------- | ---------- | ---------------- | ----- | ---- |
| 1983/84 | Hajduk Split   | Jugosławia | Prva liga        | 2     | 1    |
| 1984/85 | Hajduk Split   | Jugosławia | Prva liga        | 14    | 1    |
| 1985/86 | Hajduk Split   | Jugosławia | Prva liga        | 32    | 6    |
| 1986/87 | Hajduk Split   | Jugosławia | Prva liga        | 0     | 0    |
| 1987/88 | Hajduk Split   | Jugosławia | Prva liga        | 13    | 2    |
| 1988/89 | Hajduk Split   | Jugosławia | Prva liga        | 16    | 3    |
| 1989/90 | Hajduk Split   | Jugosławia | Prva liga        | 6     | 1    |
| 1990/91 | Hajduk Split   | Jugosławia | Prva liga        | 0     | 0    |
| 1991/92 | Hajduk Split   | Chorwacja  | Prva HNL         | 0     | 0    |
| 1992/93 | Hajduk Split   | Chorwacja  | Prva HNL         | 18    | 7    |
| 1992/93 | AS Monaco      | Francja    | Ligue 1          | 7     | 1    |
| 1993/94 | Hajduk Split   | Chorwacja  | Prva HNL         | 6     | 1    |
| 1993/94 | Celta Vigo     | Hiszpania  | Primera División | 25    | 8    |
| 1994/95 | Hajduk Split   | Chorwacja  | Prva HNL         | 11    | 4    |
| 1995/96 | Rayo Vallecano | Hiszpania  | Primera División | 15    | 4    |
| 1996/97 | Rayo Vallecano | Hiszpania  | Primera División | 28    | 5    |
| 1997/98 | Rayo Vallecano | Hiszpania  | Segunda División | 5     | 1    |

## Kariera reprezentacyjna
W reprezentacji Chorwacji Andrijašević zadebiutował 22 października 1992 roku w wygranym 3:0 towarzyskim meczu z Meksykiem, rozegranym w Zagrzebiu. W kadrze narodowej od 1992 do 1994 roku rozegrał 5 meczów.